# بيكاش سينها
بيكاش سينها (بالإنجليزية: Bikash Sinha)‏ (و. 1944 – م) هو فيزيائي من الهند. تعلم في جامعتيّ كامبريدج، ولندن، وأدار كلية كينجز لندن. حصل على جوائز منها بادما شري وبادما بوشان.